# Ruda (Łódź)
Ruda [pronunciación en polaco: /ˈruda/] es una aldea ubicada en el distrito administrativo de Gmina Widawa, dentro del condado de Łask, voivodato de Łódź, en el centro de Polonia. Se encuentra a unos 6 kilómetros al sureste de Widawa, a 21 kilómetros al suroeste de Łask, y a 52 kilómetros al suroeste de la capital regional Łódź.